# Dicruridae
Dicruridae, popularmente conhecido como drongo, é uma família de aves passeriformes pertencentes à subordem Passeri.

## Gêneros
- Chaetorhynchus A.B. Meyer, 1874
- Dicrurus Vieillot, 1816